# Le Mesnil-Amelot
Pour les articles homonymes, voir Mesnil et Amelot.
Le Mesnil-Amelot est une commune française située dans le département de Seine-et-Marne en région Île-de-France.

## Géographie

### Localisation

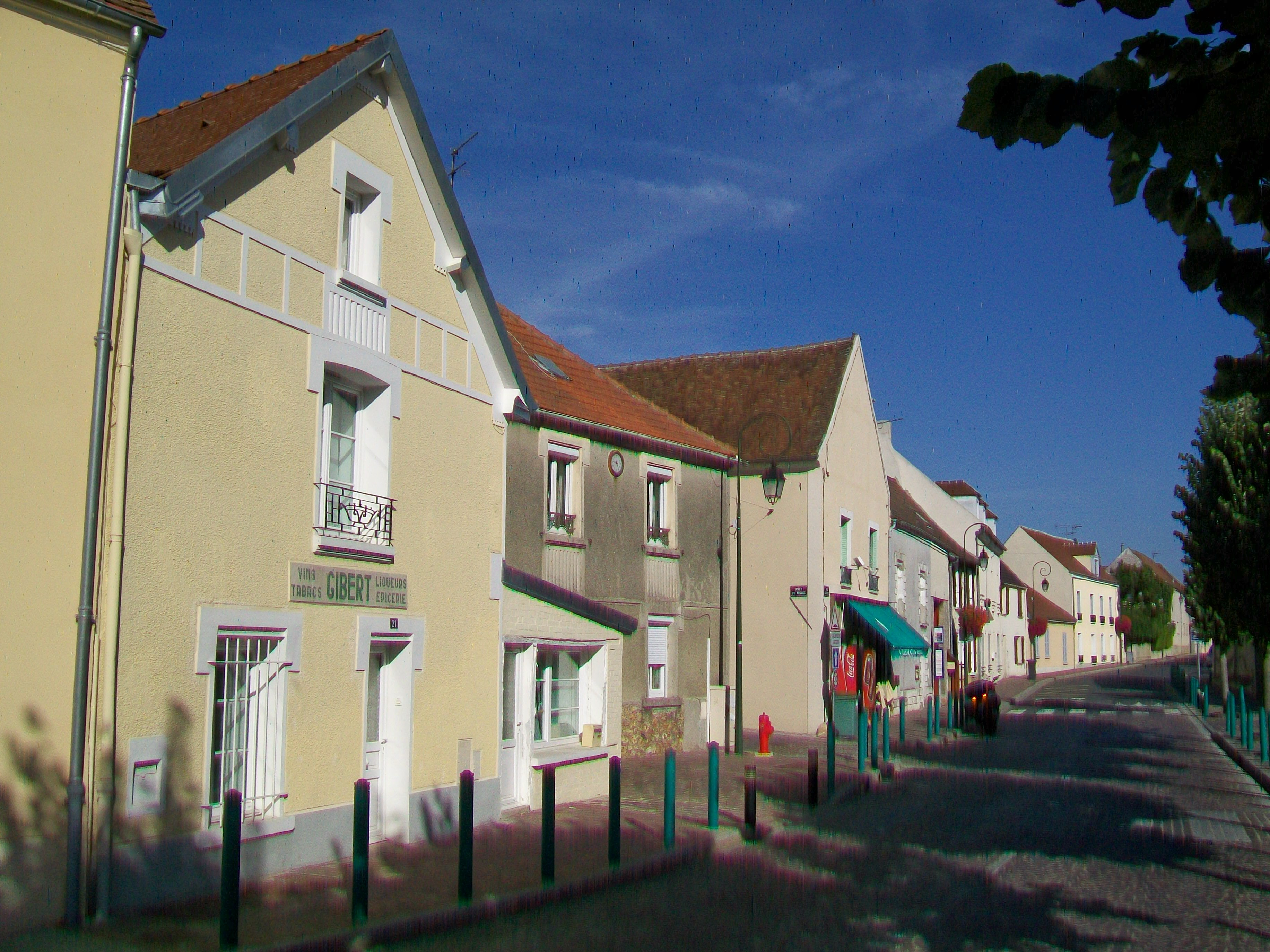
La rue de Claye.

Le Mesnil-Amelot est situé au nord-est de la plateforme aéroportuaire de Roissy-Charles de Gaulle. Malgré cette proximité, la commune conserve encore un aspect champêtre au cœur du Pays de France.
Le Mesnil-Amelot faisait partie autrefois de la Goële.
La commune se trouve dans l'aire urbaine de Paris ainsi que dans son unité urbaine, dans la zone d'emploi de Roissy et dans le bassin de vie de Dammartin-en-Goële

### Communes limitrophes
Les communes limitrophes sont  Mauregard, Mitry-Mory, Moussy-le-Vieux, Thieux, Tremblay-en-France et Villeneuve-sous-Dammartin.
|                                        | Moussy-le-Vieux |                           |
| Mauregard                              | Mesnil-Amelot   | Villeneuve-sous-Dammartin |
| Tremblay-en-France (Seine-Saint-Denis) | Mitry-Mory      | Thieux Compans            |

### Géologie et relief
La superficie de la commune est de 9,84 km2. 
L'altitude varie de 87 mètres à 121 mètres pour le point le plus haut, le centre du bourg se situant à environ 103 mètres d'altitude (mairie).

### Hydrographie
La commune n’est traversée par aucun cours d'eau.

### Climat
Pour des articles plus généraux, voir Climat de l'Île-de-France et Climat de Seine-et-Marne.
En 2010, le climat de la commune est de type climat océanique dégradé des plaines du Centre et du Nord, selon une étude du CNRS s'appuyant sur une série de données couvrant la période 1971-2000. En 2020, Météo-France publie une typologie des climats de la France métropolitaine dans laquelle la commune est exposée à un climat océanique altéré et est dans la région climatique Sud-ouest du bassin Parisien, caractérisée par une faible pluviométrie, notamment au printemps (120 à 150 mm) et un hiver froid (3,5 °C).
Pour la période 1971-2000, la température annuelle moyenne est de 11,1 °C, avec une amplitude thermique annuelle de 15,2 °C. Le cumul annuel moyen de précipitations est de 700 mm, avec 10,7 jours de précipitations en janvier et 8,1 jours en juillet. Pour la période 1991-2020, la température moyenne annuelle observée sur la station météorologique la plus proche, située sur la commune du Plessis-Belleville à 15 km à vol d'oiseau, est de 11,4 °C et le cumul annuel moyen de précipitations est de 661,7 mm,. Pour l'avenir, les paramètres climatiques de la commune estimés pour 2050 selon différents scénarios d'émission de gaz à effet de serre sont consultables sur un site dédié publié par Météo-France en novembre 2022.

### Milieux naturels et biodiversité
Aucun espace naturel présentant un intérêt patrimonial n'est recensé en 2021 sur la commune dans l'inventaire national du patrimoine naturel,,.

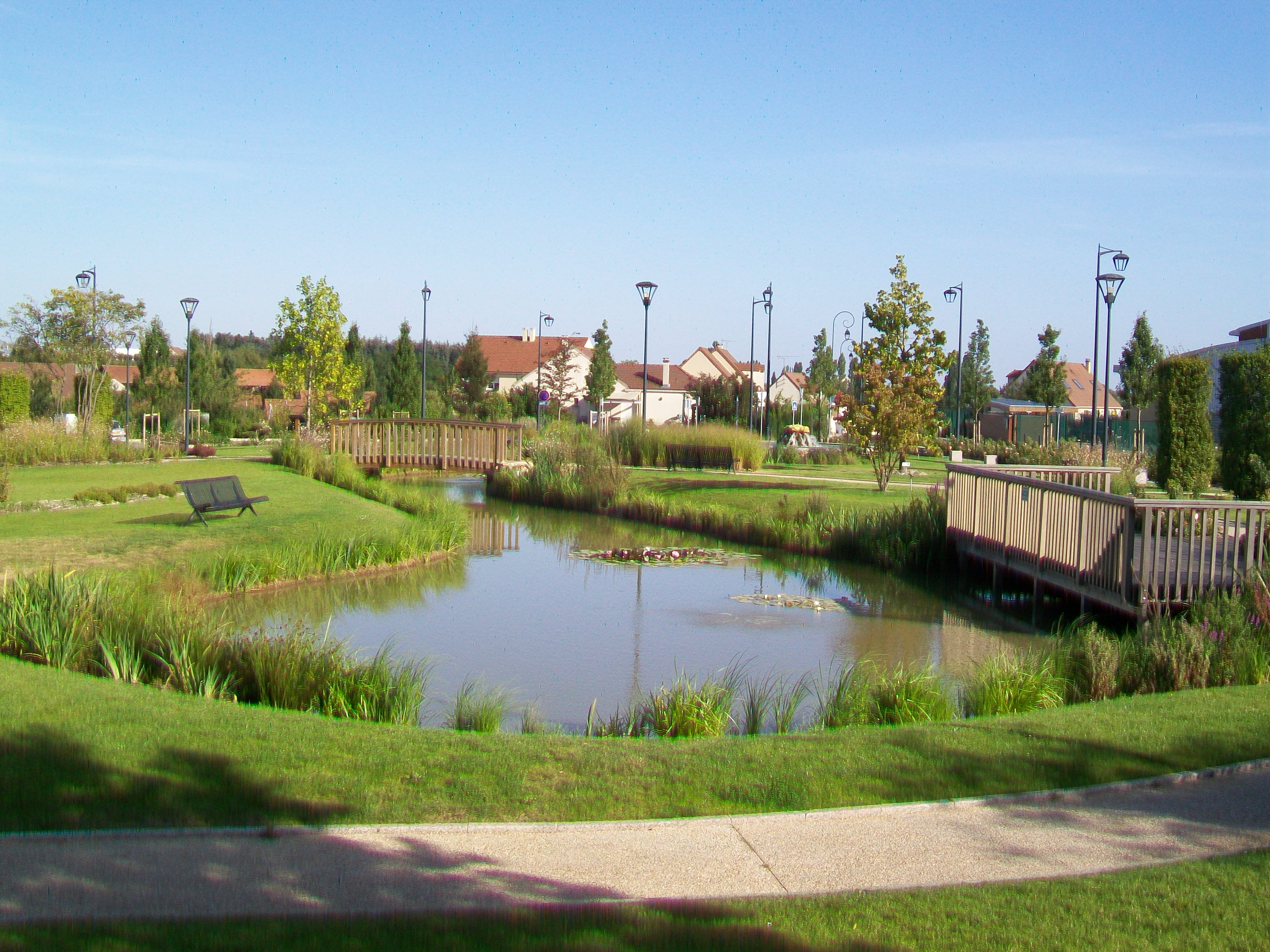
Le parc paysager de la mairie, rue du Chapeau.

## Urbanisme

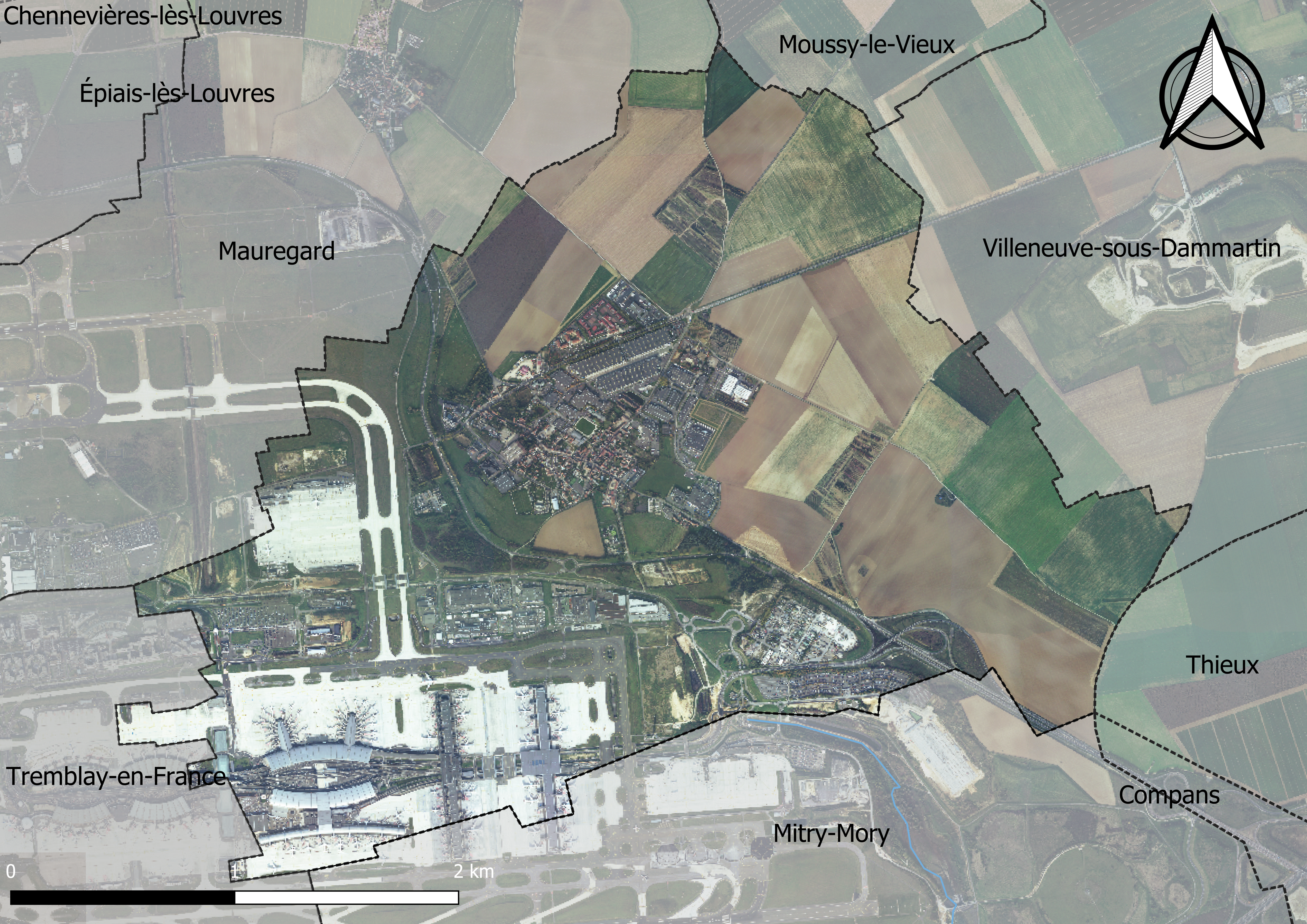
Carte orhophotogrammétrique de la commune.

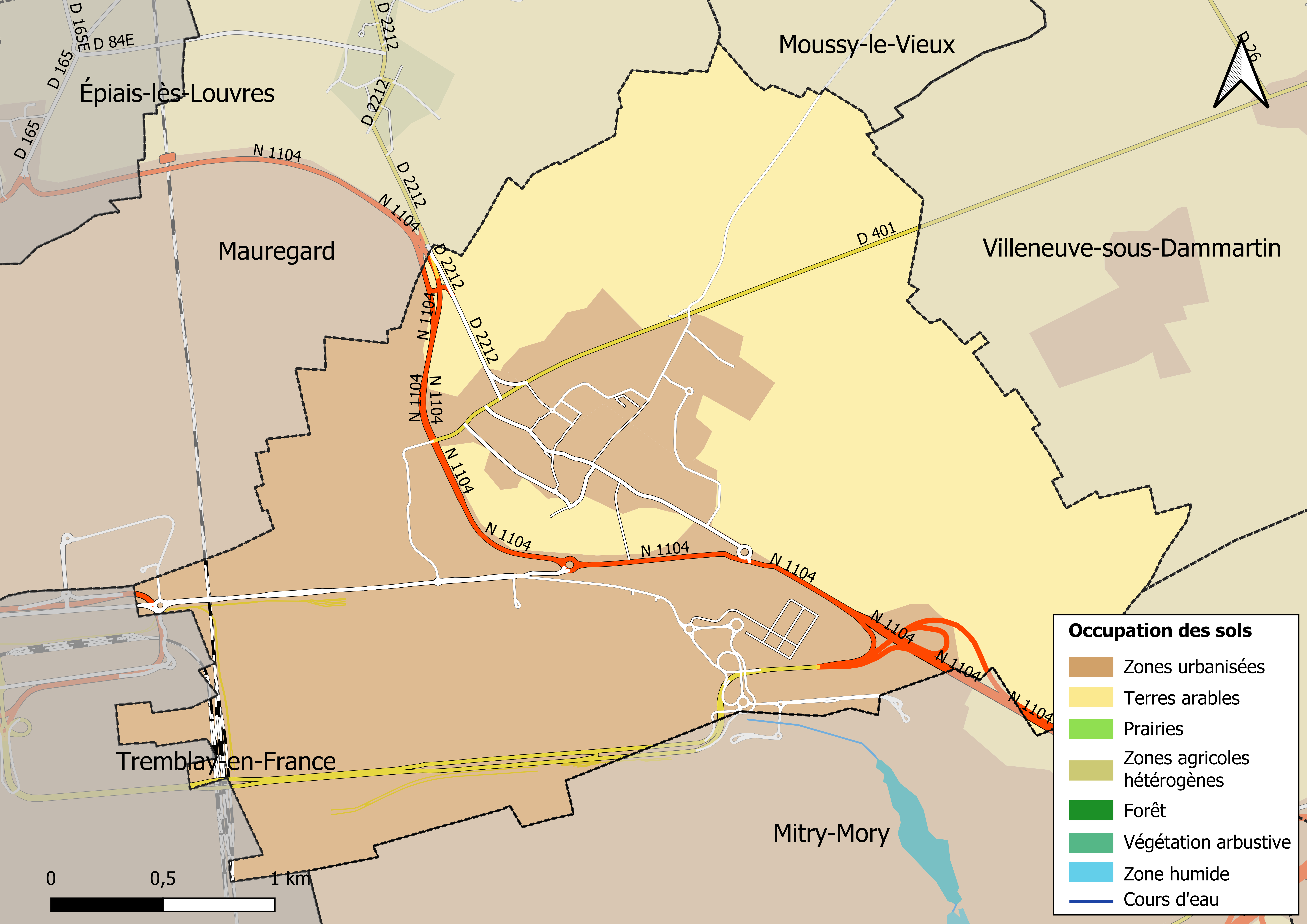
Carte des infrastructures et de l'occupation des sols en 2018 (CLC) de la commune.

### Typologie
Au 1er janvier 2024, Le Mesnil-Amelot est catégorisée bourg rural, selon la nouvelle grille communale de densité à sept niveaux définie par l'Insee en 2022.
Elle appartient à l'unité urbaine de Paris, une agglomération inter-départementale regroupant 407  communes, dont elle est une commune de la banlieue,,. 
Par ailleurs la commune fait partie de l'aire d'attraction de Paris, dont elle est une commune de la couronne,. Cette aire regroupe 1 929 communes,.

### Lieux-dits et écarts
La commune compte 54 lieux-dits administratifs répertoriés consultables ici.

### Occupation des sols
L'occupation des sols de la commune, telle qu'elle ressort de la base de données européenne d’occupation biophysique des sols Corine Land Cover (CLC), est marquée par l'importance des territoires artificialisés (53,6 % en 2018), en augmentation par rapport à 1990 (48,4 %). 
La répartition détaillée en 2018 est la suivante : zones industrielles ou commerciales et réseaux de communication (48,8 %), terres arables (46,4 %), zones urbanisées (4,8 %).
Parallèlement, L'Institut Paris Région, agence d'urbanisme de la région Île-de-France, a mis en place un inventaire numérique de l'occupation du sol de l'Île-de-France, dénommé le MOS (Mode d'occupation du sol), actualisé régulièrement depuis sa première édition en 1982. Réalisé à partir de photos aériennes, le Mos distingue les espaces naturels, agricoles et forestiers mais aussi les espaces urbains (habitat, infrastructures, équipements, activités économiques, etc.) selon une classification pouvant aller jusqu'à 81 postes, différente de celle de Corine Land Cover,,. L'Institut met également à disposition des outils permettant de visualiser par photo aérienne l'évolution de l'occupation des sols de la commune entre 1949 et 2018.

### Planification de l'urbanisme
La loi SRU du 13 décembre 2000 a incité les communes à se regrouper au sein d’un établissement public, pour déterminer les partis d’aménagement de l’espace au sein d’un SCoT, un document d’orientation stratégique des politiques publiques à une grande échelle et à un horizon de 20 ans et s'imposant aux documents d'urbanisme locaux, les PLU (Plan local d'urbanisme). La commune est dans le territoire du SCOT Roissy Pays de France, approuvé le 19 décembre 2019 et porté par la communauté d’agglomération Roissy Pays de France.
La commune disposait en 2019 d'un plan local d'urbanisme en révision. Le zonage réglementaire et le règlement associé peuvent être consultés sur le Géoportail de l'urbanisme.

### Habitat et logement
En 2021, le nombre total de logements dans la commune était de 389, alors qu'il était de 359 en 2016 et de 350 en 2011. 
Parmi ces logements, 85,8 % étaient des résidences principales, 1,4 % des résidences secondaires et 12,7 % des logements vacants. Ces logements étaient pour 63,4 % d'entre eux des maisons individuelles et pour 36,3 % des appartements. 
Le tableau ci-dessous présente la typologie des logements au Le Mesnil-Amelot en 2021 en comparaison avec celle de Seine-et-Marne et de la France entière. Une caractéristique marquante du parc de logements est ainsi la faible proportion des résidences secondaires et logements occasionnels (1,4 %) par rapport au département (3,1 %) et à la France entière (9,7 %). 
| Typologie                                               | Le Mesnil-Amelot | Seine-et-Marne | France entière |
| ------------------------------------------------------- | ---------------- | -------------- | -------------- |
| Résidences principales (en %)                           | 85,8             | 90,2           | 82,2           |
| Résidences secondaires et logements occasionnels (en %) | 1,4              | 3,1            | 9,7            |
| Logements vacants (en %)                                | 12,7             | 6,7            | 8,1            |

### Voies de communication et transports

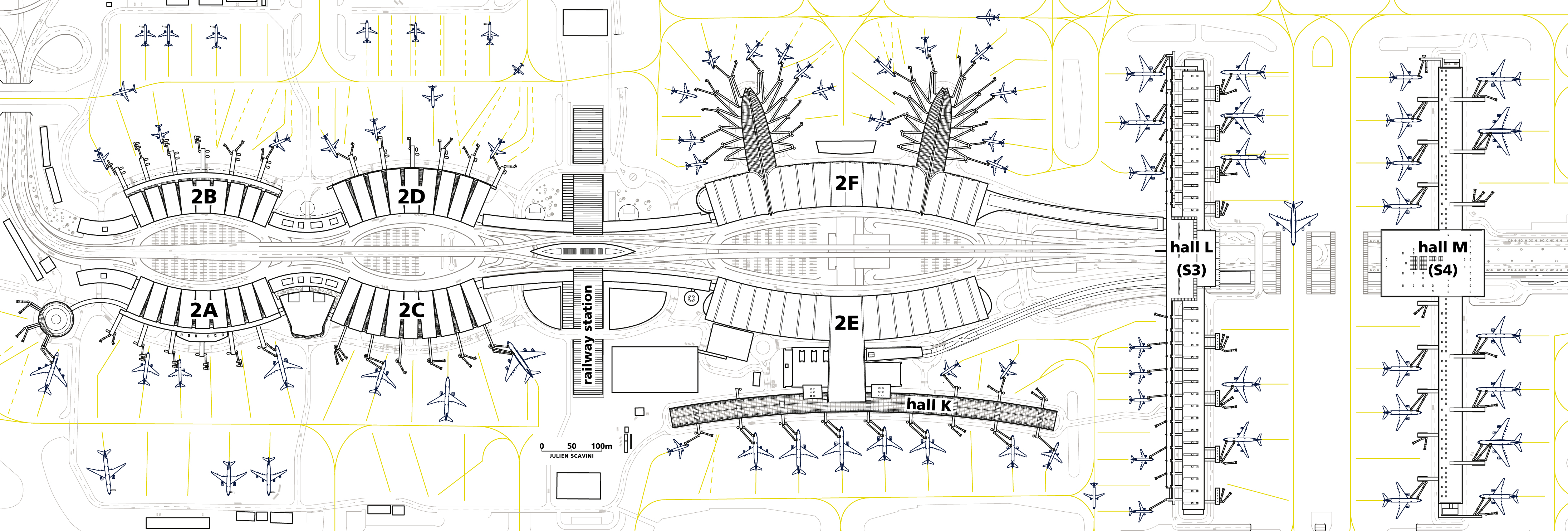
Plan schématique du Terminal 2 de l'Aéroport de Paris-Charles-de-Gaulle.

Une partie des installations de l'Aéroport de Paris-Charles-de-Gaulle se trouve sur le territoire communal, et notamment son Terminal 2.
La commune est desservie par les lignes  d'autocars No 16, No 701, No 702 et No 715 du réseau de bus Roissy Est et No 95.01 du réseau de bus Roissy Ouest.
Il est prévu que le terminus de la ligne 17 de Grand Paris Express soit située au Mesnil-Amelot. La station sera située au nord du bourg, à proximité de la route de Paris (D 401). La ligne 17 étant en tranchée ouverte à ce niveau, les quais seront situés 6 mètres sous le niveau du sol. Sa mise en service est prévue en 2030.

### Risques naturels et technologiques
La commune est classée en zone de sismicité 1, correspondant à une sismicité très faible.

## Toponymie
Le nom de la localité est attesté sous les formes [A. de] Maisnil (Auguste Longnon, I, p. 45) en 1154 ; Menillium domine Rancie en 1235 (Cartulaire Notre-Dame de Paris, I, 437) ; Mesnillium domine Rancie [Meldensis dyocesis] vers 1260 (Archives nationales, S 324) ; Mesnilium en 1270 (Arch. nat., S 327) ; Menilium en 1275 (Cart. N.-D. de Paris, IV, 86) ; Menillium domine Rancie en 1275 (Arch. nat., S 324) ; Le Mesnilz en 1331 (Arch. nat., S 325) ; Le Mesnil Madame Resse en 1348 (Arch. nat., S 328) ; Maisnil en 1427 (Arch. nat., S 325) ; Le Mesnil Madamme Rence en 1459 (Arch. Oise, H 248) ; Mesnillum domine Rancie en 1466 (Arch. nat., Q1 1405) ; Le Mesnil Madame Rance en France en 1491 (Arch. nat., K 53017, n° 16); Le Mesnil en France en 1581 (Arch. nat., S 325) ; Mesnil Madame Rance en 1666 (Arch. nat., Y 210, fol. 278) ;
Mesnil Madame Rance qu'on veut faussement surnommer Mesnil Amelot au XVIIIe siècle  (Arch. nat., S 325) ;
Mesnil en France en l'an IX.
Les appellations Mesnil-Couturier, Mesnil-Desvieux et Mesnil sous Dammartin-en-Goëlle ne sont pas mentionnées dans le Dictionnaire topographique de Seine-et-Marne (voir supra).
Le déterminant domine « dame » Rancie / Madame Rance apparaît de manière régulière dans les formes anciennes alternativement avec le simple Mesnil. Elle était la mère de Guillaume d'Anet et de Gauthier vicomte de Dammartin[réf. nécessaire]. Amelot est un nom de famille de la partie nord de la France, plus spécifiquement du nord-ouest.
Mesnil est un appellatif toponymique très répandu dans la partie nord de la France, à partir de mansionem, le bas-latin a créé un nouveau terme dérivé du mot latin ma[n]sionile, diminutif de mansio, « demeure, habitation, maison ». Devenu en français médiéval maisnil, mesnil « maison avec terrain ».

## Histoire

### Moyen Âge
Le Mesnil-Amelot est longtemps simplement une dépendance de la seigneurie et du marquisat de Mauregard
Le seigneur de Mesnil-Amelot a alors haute, basse et moyenne justice sur toute la paroisse, qui est en outre un bailliage.

### Temps modernes
L'église date du XVIe siècle. Commencée sous le règne de Charles VIII de France, elle est terminée sous le règne de François Ier, en 1531.
En 1787, le village compte sur son territoire 12 fermes et 1700 arpents de terres labourables.
Le Mesnil-Amelot forme alors 6 fiefs : Le fief Prémont (46 arpents), le fief Mariavanne (25 arpents) du duc d'Uzès, le fief Saint André (12 arpents 50 perches), le fief de Guivry, le fief de Sablonnières (50 perches) et un autre fief de 5 arpents appartenant au lieutenant général de police de Meaux.

### Époque contemporaine
Pendant la guerre de 1870, les Prussiens y établissent un camp d'approvisionnement, ce qui ne les empêche pas de mettre le feu à la mairie et autres lieux, la population tout entière ayant fui à Paris.

## Politique et administration

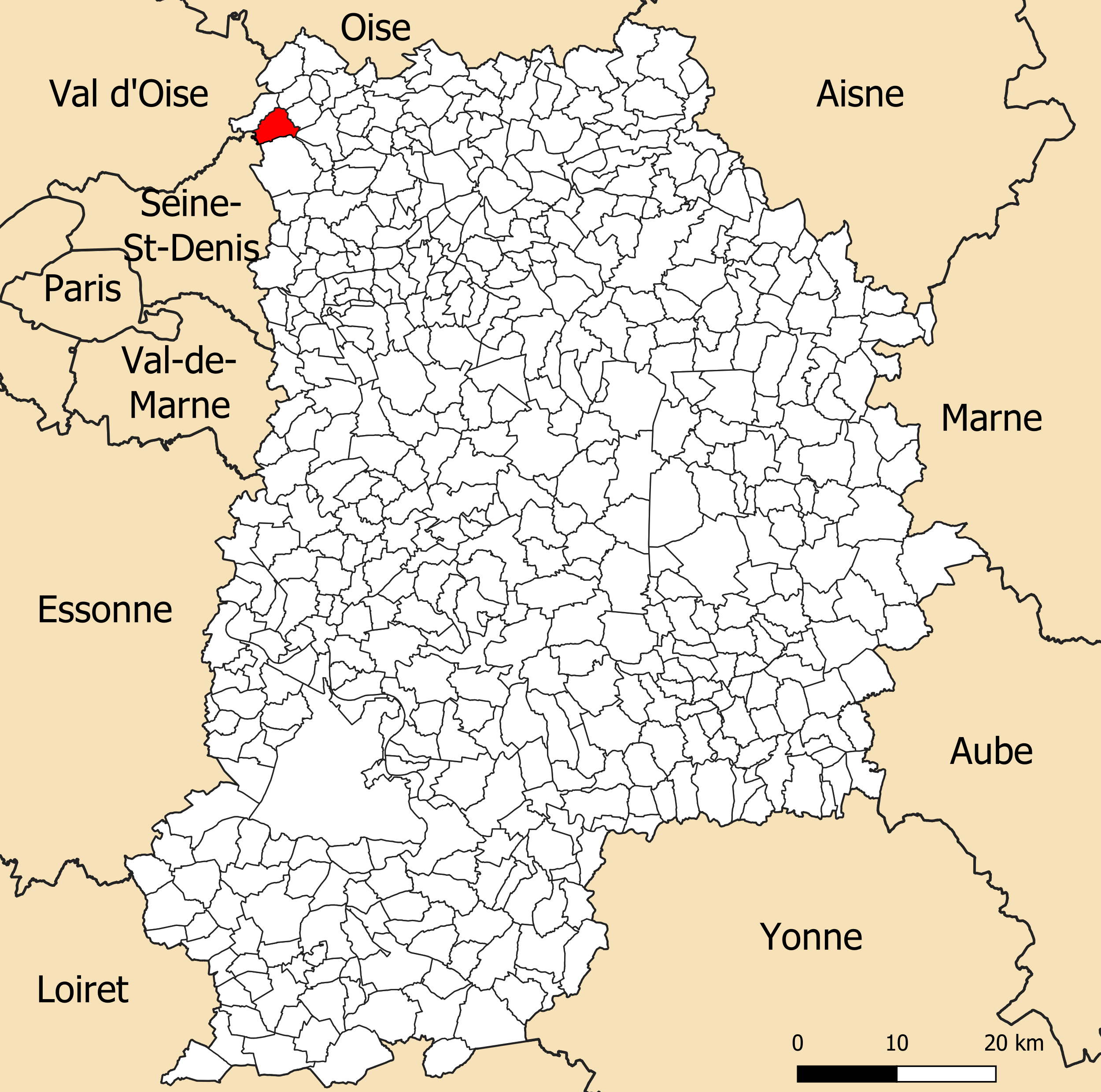
Localisation de la commune de Le Mesnil-Amelot dans le département de Seine-et-Marne

### Rattachements administratifs et électoraux

#### Rattachements administratifs
La commune se trouve dans l'arrondissement de Meaux du département de la Seine-et-Marne.  
Elle faisait partie depuis 1793 du canton de Dammartin-en-Goële. Dans le cadre du redécoupage cantonal de 2014 en France, cette circonscription administrative territoriale a disparu, et le canton n'est plus qu'une circonscription électorale.

#### Rattachements électoraux
Pour les élections départementales, la commune fait partie depuis 2014 du canton de Mitry-Mory.
Pour l'élection des députés, elle fait partie de la septième circonscription de Seine-et-Marne.

### Intercommunalité
Le Mesnil-Amelot était membre de la communauté de communes de la plaine de France, un établissement public de coopération intercommunale (EPCI) à fiscalité propre créé en 1990 sous le nom de District de la Plaine de France  et auquel la commune avait transféré un certain nombre de ses compétences, dans les conditions déterminées par le code général des collectivités territoriales.
Conformément aux prescriptions de la loi de réforme des collectivités territoriales du 16 décembre 2010, qui a prévu le renforcement et la simplification des intercommunalités et la constitution de structures intercommunales de grande taille, celle-ci a fusionné avec ses voisines pour former, le 1er janvier 2013 la communauté de communes Plaines et Monts de France.
Toutefois, à la suite de l'adoption de la loi portant nouvelle organisation territoriale de la République (Loi NOTRe) du 7 août 2015 et compte tenu de la création de la métropole du Grand Paris, le schéma régional de coopération territoriale (SRCI) arrêté par le Préfet de la région Île-de-France le 4 mars 2015, puis amendé par la commission régionale de la coopération intercommunale, prévoyait la  création d'une importante intercommunalité autour de la zone aéroportuaire de Roissy, provenant de la fusion de deux communautés d’agglomération du Val-d’Oise ainsi que du rattachement de 17 des communes de CCPMF. 
La création de cette structure intercommunale s'étendant sur le Val-d'Oise et la Seine-et-Marne est faite à la satisfaction de certaines communes, mais malgré l'opposition notamment de la communauté de communes Plaines et Monts de France, de ses communes membres ainsi que du conseil général du département de Seine-et-Marne, d'une part, et des communes d’Arnouville et de Garges-lès-Gonesse. L'opposition de la Seine-et-Marne est notamment liée au fait que ce sont les 17 communes les plus riches de  Plaines et Monts de France qui sont absorbées par Roissy Pays de France, dans le Val-d’Oise… Après de longs contentieux, la légalité de la création de la  communauté d'agglomération Roissy Pays de France au 1er janvier 2016, dont la commune fait désormais partie, est conformée.

### Liste des maires
| Période | Période                       | Identité      | Étiquette | Qualité |
| ------- | ----------------------------- | ------------- | --------- | --- |
|         |                               |               |           | |
| 1971    | 2008                          | Maurice Droy, |           | Agriculteur Ordre national de la Légion d'honneur |
| 2008    | En cours (au 31 octobre 2024) | Alain Aubry   | DVD       | Infirmier Vice-président de la CC de la Plaine de France (2008 → 2012) Vice-Président de la CC Plaines et Monts de France (2013 → 2015) Vice-président de la CA Roissy Pays de France (2016 → ) Réélu pour le mandat 2020-2026 |

## Équipements et services
La commune dispose d'un d'une offre importante de services, liées notamment à la présence d'une partie de l'Aéroport de Paris-Charles-de-Gaulle sur son territoire, avec centre de loisirs, maison des assistantes maternelles, écoles, salle polyvalente, terrains de sport, parcs paysagers, animations culturelles, des commerces.

### Eau et assainissement
L’organisation de la distribution de l’eau potable, de la collecte et du traitement des eaux usées et pluviales relèvait des communes. La loi NOTRe de 2015 a accru le rôle des EPCI à fiscalité propre en leur transférant cette compétence. Ce transfert devait en principe être effectif au 1er janvier 2020, mais la loi Ferrand-Fesneau du 3 août 2018 a introduit la possibilité d’un report de ce transfert au 1er janvier 2026,.

#### Assainissement des eaux usées
En 2020, la gestion du service d'assainissement collectif de la commune du Mesnil-Amelot est assurée par la Communauté d'agglomération Roissy Pays de France pour la collecte, le transport et la dépollution,,.
L’assainissement non collectif (ANC) désigne les installations individuelles de traitement des eaux domestiques qui ne sont pas desservies par un réseau public de collecte des eaux usées et qui doivent en conséquence traiter elles-mêmes leurs eaux usées avant de les rejeter dans le milieu naturel. La Communauté d'agglomération Roissy Pays de France assure pour le compte de la commune le service public d'assainissement non collectif (SPANC), qui a pour mission de vérifier la bonne exécution des travaux de réalisation et de réhabilitation, ainsi que le bon fonctionnement et l’entretien des installations,.

#### Eau potable
En 2020, l'alimentation en eau potable est assurée par la Communauté d'agglomération Roissy Pays de France qui en a délégué la gestion à une entreprise privée, dont le contrat expire le 22 juillet 2021,.

### Enseignement
Le Mesnil-Amelot dispose d’une école élémentaire, située 4 bis rue de Brouet.
Cet établissement public comprend 148 élèves  (chiffre du Ministère de l'Éducation nationale). Il dispose d’un restaurant scolaire.
La commune dépend de l'Académie de Créteil ; pour le calendrier des vacances scolaires, Le Mesnil-Amelot est en zone C.

### Justice, sécurité, secours et défense
Un centre de rétention administrative lié à l’aéroport Roissy Charles-de-Gaulle, destiné à emprisonner les étrangers dépourvus de titre de séjour, est construit au Mesnil par Bouygues dans les années 2000. Il a une capacité nominale de 240 places. Les salariés de la Cimade quittent ce centre en juillet 2019, pour protester contre les mauvais traitements et les dénis de justice dont ils sont témoins,. Claudine Lepage, qui visite le centre avec deux autres sénateurs en juillet 2019, le décrit ainsi: « les conditions de vie sont terribles, vraiment honteuses. Avec la chaleur actuelle, c’est épouvantable. (...) Le vacarme des avions qui décollent toutes les deux minutes ajoute de l’angoisse à tout ça. J’ai déjà visité une prison et je peux vous assurer que les conditions n’étaient pas aussi terribles ». Pendant la pandémie de Covid-19, le conseil d’État, rejette la requête de la Cimade demandant la fermeture du CRA, estimant que « les conditions de rétention sont compatibles avec les prescriptions sanitaires de lutte contre le virus ». En août 2020, l’Agence régionale de santé (ARS) déclenche une enquête sanitaire et découvre un cluster. Les retenus testés positifs au coronavirus sont transférés dans un bâtiment réservé aux personnes contaminées du centre de rétention de Vincennes.

## Population et société

### Démographie
L'évolution du nombre d'habitants est connue à travers les recensements de la population effectués dans la commune depuis 1793. Pour les communes de moins de 10 000 habitants, une enquête de recensement portant sur toute la population est réalisée tous les cinq ans, les populations de référence des années intermédiaires étant quant à elles estimées par interpolation ou extrapolation. Pour la commune, le premier recensement exhaustif entrant dans le cadre du nouveau dispositif a été réalisé en 2006.

En 2022, la commune comptait 992 habitants, en évolution de −0,5 % par rapport à 2016 (Seine-et-Marne : +3,92 %, France hors Mayotte : +2,11 %).
| 1793 | 1800 | 1806 | 1821 | 1831 | 1836 | 1841 | 1846 | 1851 |
| ---- | ---- | ---- | ---- | ---- | ---- | ---- | ---- | ---- |
| 740  | 743  | 741  | 682  | 657  | 695  | 690  | 654  | 658  |

| 1856 | 1861 | 1866 | 1872 | 1876 | 1881 | 1886 | 1891 | 1896 |
| ---- | ---- | ---- | ---- | ---- | ---- | ---- | ---- | ---- |
| 581  | 618  | 610  | 556  | 516  | 530  | 540  | 582  | 542  |

| 1901 | 1906 | 1911 | 1921 | 1926 | 1931 | 1936 | 1946 | 1954 |
| ---- | ---- | ---- | ---- | ---- | ---- | ---- | ---- | ---- |
| 532  | 560  | 580  | 522  | 576  | 574  | 604  | 559  | 611  |

| 1962 | 1968 | 1975  | 1982 | 1990 | 1999 | 2006 | 2011 | 2016 |
| ---- | ---- | ----- | ---- | ---- | ---- | ---- | ---- | ---- |
| 572  | 559  | 1 458 | 823  | 705  | 565  | 682  | 851  | 997  |

| 2021  | 2022 | - | - | - | - | - | - | - |
| ----- | ---- | - | - | - | - | - | - | - |
| 1 016 | 992  | - | - | - | - | - | - | - |

Le maximum de la population a été atteint en 1975 avec 1 458 habitants.

## Économie
Une partie de la très importante zone aéroportuaire de l'Aéroport de Paris-Charles-de-Gaulle est implantée sur la commune, ce qui amène à ce que la commune compte presque vingt fois plus de salariés que d’habitants.

### Revenus de la population et fiscalité
En 2017, le nombre de ménages fiscaux de la commune était de 308, représentant 861 personnes et la  médiane du revenu disponible par unité de consommation  de 21 440 euros.

### Emploi
En 2017 , le nombre total d’emplois dans la zone était de 4 850, occupant 422 actifs  résidants.
Le taux d'activité de la population (actifs ayant un emploi) âgée de 15 à 64 ans s'élevait à  57,9 % contre un taux de chômage de 8,7 %.
Les 33,5 % d’inactifs se répartissent de la façon suivante : 10,5 % d’étudiants et stagiaires non rémunérés, 2 % de retraités ou préretraités et 21 % pour les autres inactifs.

### Entreprises et commerces
En 2015, le nombre d'établissements actifs était de 240 dont 2 dans l'agriculture-sylviculture-pêche, 17 dans l’industrie, 10 dans la construction, 195 dans le commerce-transports-services divers et 16  étaient relatifs au secteur administratif.
Ces établissements ont pourvu 16 637 postes salariés.
- Zones d'activités des Vingt arpents et du Gué.

### Secteurs d'activité

#### Agriculture
Le Mesnil-Amelot est dans la petite région agricole dénommée la « Goële et Multien », regroupant deux petites régions naturelles, respectivement la Goële et le pays de Meaux (Multien). En 2010, l'orientation technico-économique de l'agriculture sur la commune est la culture de céréales et d'oléoprotéagineux (COP).
Si la productivité agricole de la Seine-et-Marne se situe dans le peloton de tête des départements français, le département enregistre un double phénomène de disparition des terres cultivables (près de 2 000 ha par an dans les années 1980, moins dans les années 2000) et de réduction d'environ 30 % du nombre d'agriculteurs dans les années 2010. Cette tendance se retrouve au niveau de la commune où le nombre d’exploitations est passé de 6 en 1988 à 4 en 2010. Parallèlement, la taille de ces exploitations diminue, passant de 134 ha en 1988 à 97 ha en 2010.
Le tableau ci-dessous présente les principales caractéristiques des exploitations agricoles duMesnil-Amelot, observées sur une période de 22 ans : 
|                                      | 1988 | 2000 | 2010 |
| ------------------------------------ | ---- | ---- | ---- |
| Dimension économique,                |      |      |      |
| Nombre d’exploitations (u)           | 6    | 5    | 4    |
| Travail (UTA)                        | 28   | 18   | 4    |
| Surface agricole utilisée (ha)       | 805  | 471  | 389  |
| Cultures                             |      |      |      |
| Terres labourables (ha)              | 786  | 443  | 389  |
| Céréales (ha)                        | 555  | s    | 224  |
| dont blé tendre (ha)                 | 300  | 187  | s    |
| dont maïs-grain et maïs-semence (ha) | 181  | s    | s    |
| Tournesol (ha)                       | s    |      |      |
| Colza et navette (ha)                | s    | s    | 86   |
| Élevage                              |      |      |      |
| Cheptel (UGBTA)                      | 0    | 0    | 0    |

## Culture locale et patrimoine

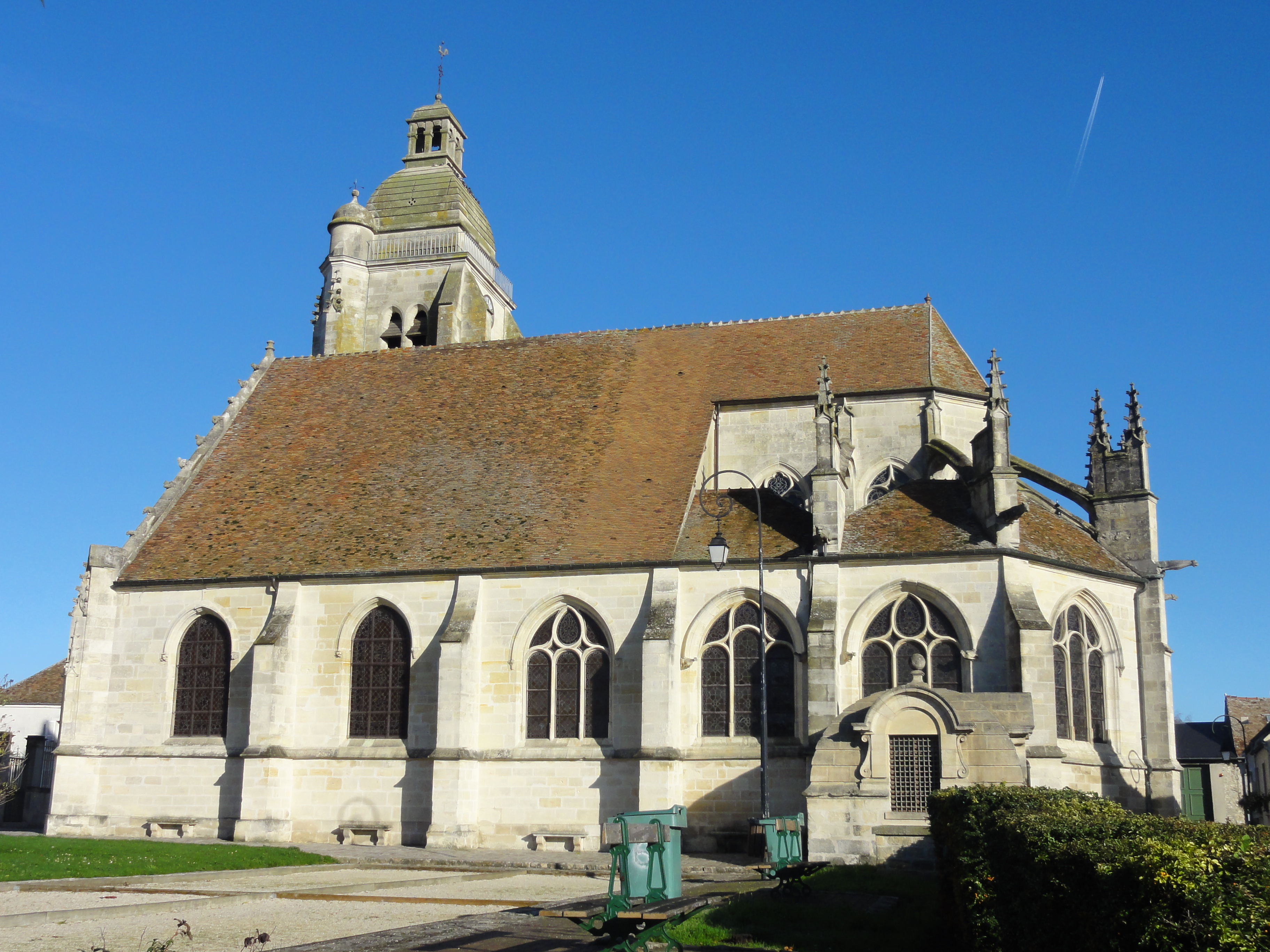
L'église Saint-Martin.

### Lieux et monuments
Le Mesnil-Amelot compte un monument historique sur son territoire : 
- L'église Saint-Martin (classée aux monuments historiques par arrêté du 13 juillet 1911[62]) a été bâtie entre 1520 et 1550 environ dans le style gothique flamboyant, la Renaissance se manifestant juste timidement par les chapiteaux du rond-point de l'abside. L'église Saint-Martin se distingue à la fois par sa belle homogénéité, son effet monumental, sa modénature et sa sculpture très soignées, et son plan particulier avec déambulatoire, mais sans chapelles rayonnantes ni transept. Les trois vaisseaux sont de même largeur, et de proportions élancées. Ils communiquent entre eux par des grandes arcades largement ouvertes, sauf dans l'abside, où les piliers sont plus minces. L'élévation s'organise sur deux niveaux. Le deuxième niveau d'élévation, qui représente environ un tiers de la hauteur totale, comporte des murs aveugles dans les trois travées de la nef, et des fenêtres hautes dans les deux travées du chœur[63]. La polychromie d'origine, restituée lors de la restauration de la fin du XXe siècle, complète avantageusement l'architecture, ainsi que le grand retable du maître-autel de 1654.

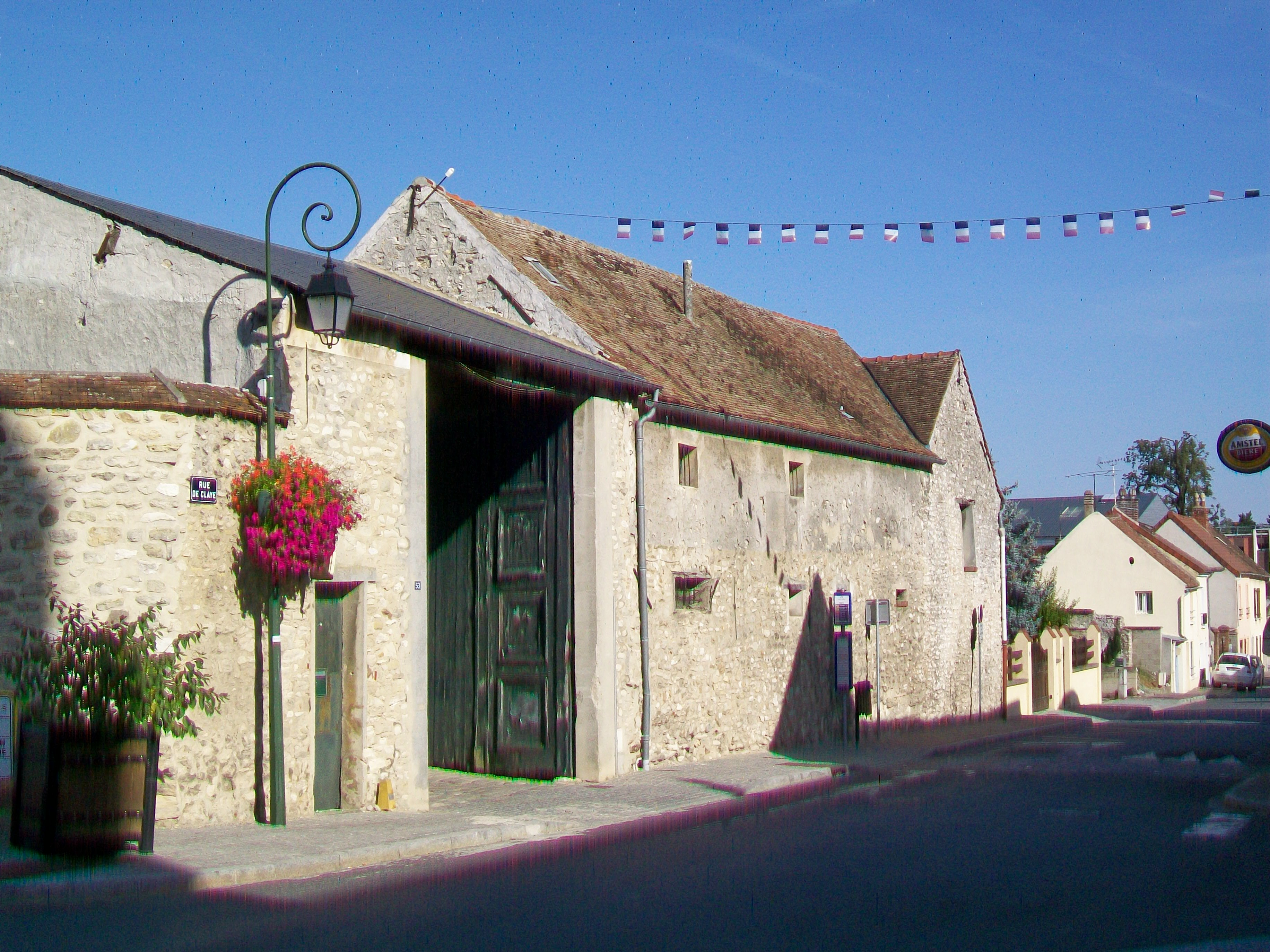
ferme ancienne, rue de Claye.
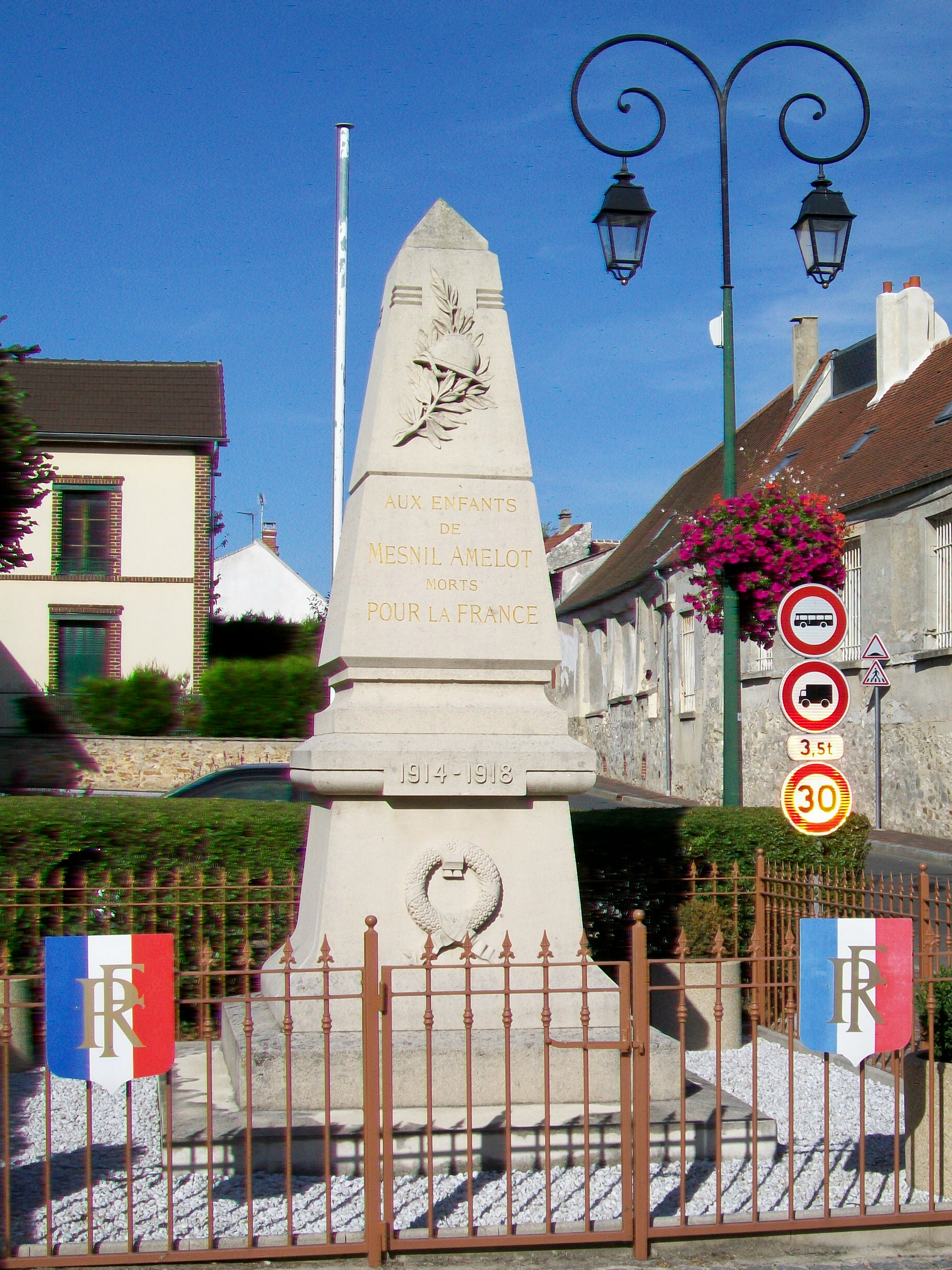
Le monument aux morts.

### Personnalités liées à la commune
- Sir Alfred Mehran (1945-2022), réfugié iranien, inspirateur du film Tombés du ciel qui vécut 18 ans à l'Aéroport de Roissy-Charles-de-Gaulle et est décédé au Terminal 2F sur le territoire de la commune.

## Pour approfondir